# Gamouza (Mayahi)
Gamouza (auch: Gamussa) ist ein Dorf in der Stadtgemeinde Mayahi in Niger.

## Geographie
Das von einem traditionellen Ortsvorsteher (chef traditionnel) geleitete Dorf liegt am rechten Ufer des Trockentals Goulbin Kaba. Es befindet sich rund zehn Kilometer nordwestlich des urbanen Zentrums von Mayahi, der Hauptstadt des gleichnamigen Departements Mayahi, das zur Region Maradi gehört. Weitere Siedlungen in der Umgebung von Gamouza sind Attantané im Nordwesten und Dan Amaria im Nordosten sowie – am anderen Ufer des Goulbin Kaba – Kotaré und Warzou im Südosten und Koren Habdjia im Südwesten. Durch Gamouza verläuft der 14. Breitengrad.
Es herrscht das Klima der Sahelzone vor, mit einer durchschnittlichen jährlichen Niederschlagsmenge zwischen 300 und 400 mm.

## Geschichte
Der britische Reiseschriftsteller A. Henry Savage Landor besuchte Gamouza am 24. September 1906 im Rahmen seiner zwölfmonatigen Afrika-Durchquerung. Das Dorf bestand damals nur aus wenigen Hütten.

## Bevölkerung
Bei der Volkszählung 2012 hatte Gamouza 682 Einwohner, die in 82 Haushalten lebten. Bei der Volkszählung 2001 betrug die Einwohnerzahl 776 in 96 Haushalten und bei der Volkszählung 1988 belief sich die Einwohnerzahl auf 1148 in 145 Haushalten.
Die Zone entlang des Trockentals gehört zu den am dichtesten besiedelten und zugleich zu den ärmsten Nigers, mit erhöhter Unterernährung.

## Wirtschaft und Infrastruktur
Entlang des Goulbin Kaba wird Ackerbau betrieben. Angebaut werden unter anderem Erdnüsse, Sesam und Erdmandeln. Die Erzeugnisse sind vor allem für den Weiterverkauf bestimmt. Bei Gamouza verläuft eine Transhumanz-Route. Es gibt eine Schule im Dorf.